# Акарициды
Акарици́ды (от др.-греч. ἄκαρι — клещ и лат. caedo — убиваю) — различные химические препараты для борьбы с клещами сельскохозяйственных культур, продуктов, с паразитами домашних животных и птицы. Акарицидные обработки зон отдыха являются неотъемлемой составляющей профилактики клещевых инфекций, таких как клещевой энцефалит и болезнь Лайма. К акарицидам относятся сера и различные серо-, хлор- и фосфорорганические соединения, некоторые пиретроиды (циперметрин) и антибиотики (авермектин).